# ریو لینهاس آئرئاس
ریو لینهاس آئرئاس (به انگلیسی: Rio Linhas Aéreas) یک شرکت هواپیمایی با کد یاتا RL است که در ۲۰۰۷ میلادی تأسیس شده و در ۲۰۰۸ فعالیتش را آغاز کرده‌است. دفتر مرکزی ریو لینهاس آئرئاس در کوریتیبا، برزیل واقع شده‌است و به ۱۲ مقصد، پرواز انجام می‌دهد.